# Økonomiministeriet
Økonomiministeriet er et ministerium under den danske regering, der i samarbejde med andre økonomiske ministerier har ansvar for samfundsøkonomiske anliggender. Det har ført en omskiftelig tilværelse, hvor det, afhængigt af den siddende regerings behov, i perioder har været et selvstændigt ministerium, i andre perioder været en del af et større ministerium som Økonomi- og Erhvervsministeriet eller Økonomi- og Indenrigsministeriet, og på atter andre tidspunkter været helt nedlagt.

## Historie

### Optakt
Fra sidste halvdel af 1930'erne kan der spores ønsker om at oprette et organ i regeringen, der kunne samordne den økonomiske politik. Baggrunden var dels Depressionen i 1930'erne, der drastisk ændrede spillereglerne for den økonomiske aktivitet i Danmark som i andre lande og førte til en række reguleringer heraf som Valutacentralen, Priskontrolrådet og sekretariatet for Regeringens Beskæftigelsesudvalg. De forskellige tiltag førte til flere forslag om at skabe et større, administrativt koordinerende organ med økonomisk ekspertise. Bl.a. foreslog den daværende formand for Priskontrolrådet Holger Koed i 1938 oprettelsen af et økonomiministerium med økonomisk uddannede embedsmænd. På det tidspunkt var de eksisterende ministerier helt domineret af jurister, juridisk tankegang og arbejdsformer, der udelukkende bestod af enkeltsagsbehandling. Efter afslutningen af anden verdenskrig blev det opfattet som en hovedopgave at sikre beskæftigelsen for at undgå en gentagelse af 1930'ernes store arbejdsløshed, og i vide kredse blev det opfattet som naturligt, at staten ved regulerende og koordinerende skulle sikre dette.:13-15 

### Omtvistet fødselsdato
Økonomiministeriets fødselsdato er omtvistet. Ifølge Den Store Danske blev ministeriet oprettet ved dannelsen af Regeringen H.C. Hansen II (Trekantsregeringen) i 1957 hvor den radikale politiker Bertel Dahlgaard blev økonomiminister. Ministeriet regnede imidlertid selv sin begyndelse til 1947, da det i 1997 udgav bogen Økonomiministeriet i 50 år 1947-1997 med forord af den daværende minister Marianne Jelved og en række artikler om ministeriets og den danske økonomis udvikling i de foregående 50 år.

### Starten: Det Økonomiske Sekretariat
I 1947 blev nemlig den tidligere socialdemokratiske statsminister Vilhelm Buhl udnævnt til "minister uden portefølje med henblik på samordning af den økonomiske politik" ved dannelsen af Regeringen Hans Hedtoft I. Buhls vigtigste opgave var at være formand for det nyoprettede Ministerudvalget for Økonomi og Forsyning (kaldt MØF). Samtidig oprettedes til at bistå ham i dette arbejde institutionen Det Økonomiske Sekretariat (kendt som DØS). Med Alf Therkildsens ord: "Med den nye regering ... blev Økonomiministeriet den 13. november 1947 i realiteten oprettet".:18 

### Politbureauet
Det Økonomiske Sekretariat havde ca. 10 ansatte, hvoraf akademikerne udelukkende var økonomer (cand.polit.er), hvilket på det tidspunkt var meget usædvanligt i centraladministrationen.:18-19  DØS blev derfor også kendt som "Politbureauet", og der udviklede sig en helt ny forvaltningskultur i sekretariatet.:203  Sekretær for MØF blev den hidtidige økonomisk-statistiske konsulent i Skattedepartementet Viggo Kampmann. Finansministeriets embedsmand Erik Ib Schmidt blev på deltidsbasis reelt souschef for DØS. MØF fik en vigtig koordinerende rolle for den økonomiske politik, da samtlige sager med et økonomisk indhold skulle behandles her, inden de evt. efterfølgende blev forelagt i et ministermøde, hvor de endeligt skulle godkendes. Buhl styrede MØF ganske håndfast.:18-19  I juni 1948 offentliggjorde DØS et Nationalbudget - en nyskabelse efter udenlandsk forbillede, der gav et samlet overblik over den danske samfundsøkonomi. Det blev startskuddet til den senere regelmæssige publikation Økonomisk Oversigt (i dag Økonomisk Redegørelse).:105 

### Eksil i Finansministeriet
Da den Venstre-ledede Regeringen Erik Eriksen trådte til i 1950, blev MØF afløst af et mere uformelt femmandsudvalg af økonomiske ministre med den nye finansminister Thorkil Kristensen som formand. I de to regeringspartier var der et stærkt ønske om at nedlægge DØS, hvor begge de to ledende embedsmænd Kampmann og Ib Schmidt var kendt som socialdemokrater. Thorkil Kristensen ville som fagøkonom imidlertid gerne kunne trække på kvalificeret bistand fra DØS. Løsningen blev derfor, at sekretariatet blev overført til Finansministeriet som en del af Erik Ib Schmidts kontor der. I de følgende tre år blev betegnelsen "Finansministeriets Økonomisk-Statistiske konsulent" derfor anvendt i stedet for DØS. Udgivelser af økonomiske oversigter fortsatte også med denne afsenderadresse.:20 

### Igen selvstændig institution i 1953
Med regeringen Regeringen Hans Hedtoft III i 1953 blev Jens Otto Krag minister uden portefølje med særligt henblik på økonomisk samordning og udenrigshandel (senere kaldt arbejds- og økonomiminister), og Det Økonomiske Sekretariat blev genoprettet som en selvstændig institution med Erik Ib Schmidt som officiel sekretariatschef. Regeringen nedsatte også et økonomiudvalg af en række ministre, hvor alle foranstaltninger af økonomisk betydning skulle behandles med bistand fra DØS. DØS varetog således fortsat alle de økonomisk-politiske og budgetpolitiske opgaver for Finansministeriet.:21  Finansministeriets departement stod for de bevillingsmæssige 
spørgsmål i forbindelse med finanslov og tilllægsbevillingslov.:203 

### Permanent departement
Efter folketingsvalget 1957 blev trekantregeringen bestående af Socialdemokratiet, Det Radikale Venstre og Retsforbundet dannet. Nu blev stillingen som sekretariatschef for DØS, som indtil da formelt havde været en midlertidig stilling, gjort til en normal departementschefstilling, og Økonomiministeriet blev dermed gjort til et permanent ministerium med den radikale leder Bertel Dahlgaard som økonomiminister.:22 

### Fra 1957 til 2001
Indtil 1961 var ministeriets arbejdsområde udelukkende arbejdet i Det Økonomiske Sekretariat. I 1961 fik ministeriet imidlertid også ansvaret for Danmarks Statistik og Nationalbanken, og Det Økonomiske Råd (DØR), der blev oprettet som en uafhængig institution i 1962, hørte også under Økonomiministeriets ressortområde. Rigsrevisionen hørte under ministeriet fra 1971 til 1991, indtil institutionen i det sidstnævnte år overgik til at være underlagt Folketinget. Generelt har det været kendetegnende for Økonomiministeriet, at det har haft få direktorater, styrelser og institutioner under sig, ligesom antallet af sagsområder var relativt få. Men da adskillige økonomiministre har været partiledere, har ministeriet alligevel derigennem opnået stor betydning.
Efter at Erik Ib Schmidt i 1962 blev departementschef i Finansministeriet, blev der efterhånden også i dette ministerium opbygget stærkere økonomiske kompetencer, og efterhånden blev nogle af de opgaver, som DØS havde varetaget, overført til Finansministeriet.:209  I de næste årtier skete der en række ressortomlægninger mellem de to økonomiske ministerier, der skiftevis steg og faldt i betydning i forhold til hinanden.

### Økonomiministeriets skæbne i det 21. århundrede
Økonomiministeriet blev i 2001 sammenlagt med Erhvervsministeriet til Økonomi- og Erhvervsministeriet. Ved denne fusion blev ansvaret for CVR overgivet til Skatteministeriet, mens bl.a. konjunkturvurdering, IMF og økonomisk samarbejde i EU blev flyttet til Finansministeriet.
I 2011 blev Økonomi- og Indenrigsministeriet skabt ved dannelsen af Regeringen Helle Thorning-Schmidt I med den radikale partiformand og vicestatsminister Margrethe Vestager som økonomi- og indenrigsminister. Ved denne lejlighed fik ministeriet blandt andet arbejdet med konjunkturovervågning tilbage fra Finansministeriet. Økonomi- og Indenrigsministeriet var et omfattende ministerium med en central plads i Helle Thorning-Schmidts to regeringer i perioden 2011-2015.
I juni 2015 blev ministeriet på ny nedlagt, da den rene Venstreregering Regeringen Lars Løkke Rasmussen II blev udnævnt; men allerede året efter blev denne afløst af en koalitionsregering (Regeringen Lars Løkke Rasmussen III), hvor Simon Emil Ammitzbøll fra Liberal Alliance var økonomi- og indenrigsminister.
Med den socialdemokratiske étpartiregering Regeringen Mette Frederiksen I's tiltræden i juni 2019 blev økonomiministeriet igen nedlagt, hvorefter det genopstod som et selvstændigt ministerium ved dannelsen af koalitionsregeringen Regeringen Mette Frederiksen II i december 2022, hvor Troels Lund Poulsen fra Venstre blev økonomiminister. Det genoprettede økonomiministerium overtog ved denne lejlighed fra Finansministeriet de arbejdsområder, der vedrørte konjunkturovervågning og -vurdering, statistik, sager vedrørende lovmodellen, De Økonomiske Råd og de fleste områder indenfor international økonomi samt udgivelsen af publikationerne Økonomisk Redegørelse og Ulighedsredegørelsen.

## Økonomiministeriets forskellige skikkelser
Omskiftelserne i de første 50 år fremgår af jubilæumsbogen Økonomiministeriet i 50 år 1947-1997.
- 1947-1950: Det Økonomiske Sekretariat (DØS) fungerer som sekretariat for MØF
- 1950-1953: DØS er en del af Finansministeriet som "Finansministeriets Økonomisk-Statistiske konsulent"
- 1953-1957: DØS genoprettes som selvstændigt sekretariat
- 1957-1971: Økonomiministeriet
- 1971-1973: Økonomi- og Budgetministeriet
- 1973-2001: Økonomiministeriet
- 2001-2011: Økonomi- og Erhvervsministeriet
- 2011-2015: Økonomi- og Indenrigsministeriet
- 2015-2016: Nedlagt
- 2016-2019: Økonomi- og Indenrigsministeriet
- 2019-2022: Nedlagt
- 2022-    : Økonomiministeriet